# Равни Котари
Равни Котари (на хърватски: Ravni Kotari) е най-плодородната част по далматинското крайбрежие. Простира се полуостровно около град Задар в Северна Далмация - в Хърватия.
Най-високата точка на Равни котари е възвишение с 305 м надморска височина, а сред забележителностите в региона е Вранското езеро и летището на град Задар.
На северозапад от Равни котори е Хърватското приморие с Велебит покрай брега, след което с Риека преминава в Горски котар.